# 澳龜屬
澳龜屬（Emydura）是蛇頸龜科下的一個屬，它與齒緣癩頸龜屬是并系群，因此在2009年被Thomson & Georges拆分到了寬胸癩頸龜屬和齒緣癩頸龜屬下。